# Poromniusa procidua
Poromniusa procidua är en skalbaggsart som först beskrevs av Wilhelm Ferdinand Erichson 1837.  Poromniusa procidua ingår i släktet Poromniusa, och familjen kortvingar. Arten är reproducerande i Sverige.